# Muriel Tramis
Muriel Tramis (* 1958 in Martinique) ist eine französische Informatikingenieurin und Videospielentwicklerin.
Sie ist eine der wenigen französischen Designerinnen in diesem Bereich. Sie schrieb und führte Regie bei zahlreichen Adventures des Studios Coktel Vision. Zusammen mit Pierre Gilhodes hat sie die Spieleserie Gobliiins geschrieben. Sie hat an der Entwicklung der Reihe ADI (Accompagnement Didacticiel Intelligent) mitgewirkt, die sich an Schüler richtet. Im Jahr 2003 gründete sie das Unternehmen Avantilles, das Echtzeit-3D-Anwendungen für das Internet entwickelt. Seit 2017 bereitet sie unter dem Namen Sensastic Prod ihre Rückkehr in die Videospielszene vor.

## Leben

### Erste Schritte in der Karibik
Muriel Tramis ging in Fort-de-France zur Schule, zunächst im Kloster Saint-Joseph de Cluny und dann im Séminaire Collège. Von der Sekundarschule an fühlte sie sich zu Naturwissenschaften und Technik hingezogen und wählte den Schwerpunkt Mathematik für das Abitur.
Danach ging sie nach Paris, um am Institut supérieur d’électronique de Paris (ISEP) Ingenieurwissenschaften zu studieren, wobei sie sich im letzten Jahr auf Automatisierung und Informatik spezialisierte. Ihre Abschlussarbeit am Centre national d’études des télécommunications (CNET) in Bagneux befasste sich mit der automatischen Steuerung eines Schrittmotors für ein physikalisches Experiment.

### Rüstungsindustrie
Sie arbeitete zunächst fünf Jahre lang bei Aérospatiale, wo sie für die Optimierung der Wartungsverfahren für Drohnen zuständig war, die für Raketenabschusstests eingesetzt werden. Dort überwachte sie die Entwicklung der verschiedenen Wartungssoftware und sorgte für deren Validierung im Werk. Sie implementierte das System auf dem Flugtestgelände und schulte das militärische Personal.
Um sich nicht auf den rein technischen und waffentechnischen Bereich festzulegen, verließ sie Aérospatiale und absolvierte eine Ausbildung in Marketing und Kommunikation. Sie interessierte sich für Simulatoren und die bildbasierte Kommunikation, insbesondere für Werbefilme.

### Videospieldesign
Als sie die ersten, meist textbasierten Abenteuerspiele auf dem Computer spielte, lernte Muriel Tramis das junge Studio Coktel Vision kennen, das gerade begann, Videospiele zu produzieren und zu veröffentlichen. Eine von diesem Unternehmen in Auftrag gegebene Marktstudie war für sie Anlass, sich mit den ersten Computergrafikgeräten zu befassen.
Muriel Tramis fing an, Geschichten und Bilder mit Hilfe von Computerwerkzeugen zu erstellen. Sie programmierte Méwilo, ihr erstes Abenteuerspiel, in Zusammenarbeit mit dem Schriftsteller Patrick Chamoiseau aus Martinique (späterer Preisträger des Prix Goncourt) und dem Grafiker Philippe Truca. Die Handlung spielt in Saint-Pierre (Martinique) am 7. Mai 1902, dem Tag vor dem Ausbruch des Vulkans Montagne Pelée. Der Spieler muss sich mit einem renommierten Parapsychologen identifizieren, der gekommen ist, um einen Fall mit Zombies zu untersuchen.
Sie entwickelte ein zweites Spiel, das zum Teil ein Kriegs- und zum Teil ein Rollenspiel ist: Freedom : Les Guerriers de l'ombre. Das Drehbuch, das immer noch gemeinsam mit Patrick Chamoiseau geschrieben wurde, handelt von einem Sklaven im 18. Jahrhundert, der über Nacht von einer Plantage fliehen will. Taktische Konfrontationen, mit bloßen Händen oder einem Säbel, aber auch menschliche Faktoren, Diskretion, Überzeugungskraft und Allianzen sind die verschiedenen Zutaten dieses Strategiespiels.
Danach wurde sie von Coktel Vision mit der Leitung verschiedener Projekte betraut, d. h. mit der Führung und Koordination der internen Entwicklungsteams (Programmierer und Grafiker). Sie war auch für Übersetzungen, Handbücher, Werbemaßnahmen, die Organisation von Messen im Ausland, Kontakte mit Händlern und Journalisten zuständig, als es diese Multimedia-Berufe noch nicht gab.
Später entwickelte sie weitere Spiele wie Geisha, Fascination, Lost in Time und zusammen mit Pierre Gilhodes die drei Episoden der Serie Gobliiins. Von da an arbeitete sie intensiv an den Szenarien und lernte, den Handlungen und Charakteren Gestalt und den Dialogen Kraft zu verleihen. Sie war für die Bildverarbeitung, Spezialeffekte, 2D- und 3D-Animationen und die Techniken zum Einfügen realer Bilder in gezeichnete Sets verantwortlich. Sie führte ähnliche Produktionsmethoden wie bei Animationsfilmen ein, die den Fortschritten der sich damals rasch entwickelnden Multimediatechnologie Rechnung trugen.
Ihr erfolgreichstes Werk im Bereich des interaktiven Bildes war Urban Runner (1995–1996), das erste Softwarepaket, das vollständig aus echten Bildern besteht. Bei dieser Gelegenheit trat sie in die Welt der Filmproduktion ein. Sie arbeitete mit dem Filmstab zusammen. Sie überwachte den digitalen Schnitt und die Erstellung von Spezialeffekten.

### Edutainment-Kreationen
In der Überzeugung, dass es einen Markt für Lernvideospiele gibt, entwickelte sie 1989 eine ganze Reihe von Lernspielen für Sekundarschüler, La Bosse des Maths. So wurde das Konzept ADI (Accompagnement Didacticiel Intelligent) geboren. Bereits 1990 beteiligte sie sich gemeinsam mit dem Geschäftsführer Roland Oskian und der Verlagsleiterin Manuelle Mauger sowie einem Ergonomen und einem Pädagogen an dessen Entwicklung. Anschließend leitete sie die Entwicklung der ersten Französisch- und Mathe-Titel für Grundschulen (1992). Später folgten die Produktreihen Adibou (4–7 Jahre) und Adiboud'chou (18 Monate – 3 Jahre), die das gleiche Konzept für ein jüngeres Publikum adaptierten.
In der Zwischenzeit ging das Studio Coktel Vision nach mehreren Fusionen und Übernahmen verschiedener amerikanischer und französischer Studios in den Besitz von Havas über. 1996 übernahm Muriel Tramis die ADI-Reihe, die sich bereits in der 4. Generation befand, um ein neues Thema in Angriff zu nehmen: Lebens- und Erdwissenschaften (Biologie, Physik, Chemie, Geologie) für Schüler der Sekundarstufe. ADI Sciences, das hervorragende 3D-Sets und wissenschaftliche Simulationen verwendet, wurde 1998 für den Moëbius-Preis nominiert. Im März desselben Jahres fusionierte die Compagnie Générale des Eaux mit Havas und wurde in Vivendi umbenannt.
1999 brachte Muriel Tramis die 5. Generation der ADI-Reihe auf den Markt, die damals 24 Referenzen (Französisch, Mathematik, Englisch für verschiedene Klassenstufen) umfasste. Dabei erneuerte sie den pädagogischen Ansatz und den szenarischen Aspekt.
Im Jahr 2000 sah sie, wie Vivendi Universal aus der Fusion von Vivendi, Canal+ und Seagram (Universal Studios und Universal Music) hervorging.

### Virtuelle Realität
Im 2003 verließ sie Vivendi Universal, um ihr eigenes Unternehmen zu gründen, das ebenfalls im Bereich der Informations- und Kommunikationstechnologien tätig ist.
Mit Avantilles erstellt Muriel Tramis interaktive oder nicht interaktive Virtual-Reality-Produkte, insbesondere digitale Modelle und didaktische Animationsfilme für Stadtplanung und Architektur.
Zum Beispiel arbeitete sie an einer 3D-Rekonstruktion des archäologischen Erbes der Kunst- und Geschichtsstadt Saint-Pierre, wie sie zu Beginn des 20. Jahrhunderts vor der Zerstörung durch den Vulkan aussah.
Darüber hinaus bereitet Avantilles eine Reihe von Serious Games vor: Software für bürgerschaftliches Verhalten (Verkehrssicherheit, Umweltschutz), Software für den Lese- und Rechenunterricht zur Bekämpfung des Analphabetismus, Simulationen von Naturphänomenen (Vulkane, Wasserkreislauf, Pflanzenwachstum usw.), um die Wissenschaft möglichst vielen Menschen zugänglich zu machen.

### Romane und Kurzgeschichten
2011 veröffentlichte Muriel Tramis Au cœur du giraumon, eine Autobiografie, die von der lebendigen Freundschaft zwischen drei Jugendlichen verschiedener Ethnien erzählt, die in der stark segregierten Gesellschaft von Martinique in den Jahren 1973–1974 nicht füreinander bestimmt waren.
Im Jahr 2013 waren die Contes créoles et cruels an der Reihe, dreizehn epische philosophische Erzählungen aus den Tropen, in denen übernatürliche Wesen aus dem westindischen Volksglauben vorkommen.

## Wichtigste Videospiele
- 1987: Méwilo;
- 1988: Freedom;
- 1989: Emmanuelle;
- 1990: Geisha;
- 1991: Fascination;
- 1993: Lost in Time;
- 1996: Urban Runner.

Gemeinsam mit Pierre Gilhodes verfasst:
- 1991: Gobliiins;
- 1992: Gobliins 2;
- 1993: Goblins 3;
- 1994: Woodruff and the Schnibble of Azimuth.

## Auszeichnungen
Muriel Tramis wurde am 14. Juli 2018 zum Chevalier de la Légion d’honneur ernannt. Mounir Mahjoubi, der damalige französische Staatssekretär für digitale Angelegenheiten überreichte ihr die Auszeichnung bei der Eröffnung der Paris Games Week am 25. Oktober 2018. Sie ist die erste Frau und die dritte Persönlichkeit aus der Welt der Videospiele in Frankreich (die ersten beiden sind Yves Guillemot und David Cage), die diese Auszeichnung erhält.